# HD49223
HD49223 — хімічно пекулярна зоря спектрального класу
A0 й має видиму зоряну величину в смузі V приблизно  9,0.

## Пекулярний хімічний вміст
Зоряна атмосфера HD49223 має підвищений вміст 
Eu
.